# Pandilla de la mangosta
La Pandilla de la Mangosta (Mongoose Gang en inglés) fue un ejército privado o milicia que operó desde 1967 hasta 1979 bajo el control de Sir Eric Gairy, primer ministro y más tarde primer ministro de Granada, y líder del Partido Laborista Unido de Granada. Oficialmente, los miembros de Mongoose Gang se llamaban Policía de Reserva Especial (SRP) o Agentes Voluntarios.

## Actividades
Según un informe de noticias de 1974 confirma que el "escuadrón Manggosta" usaba rifles, pero generalmente llevaba "palos de madera gruesos". Los miembros del grupo además tendían a vestirse de manera distintiva.
La Pandilla fue la responsable de silenciar a los críticos, disovler manifestación y asesinar a opositores al régimen de Gairy, incluido Rupert Bishop, el padre de Maurice Bishop, en enero de 1974. El propio Maurice Bishop fue golpeado por miembros de Mongoose Gang dos meses antes, en noviembre de 1973, y encarcelado. La violencia de Mongoose Gang y la policía de Granada se convirtió en un factor más importante que el estado de la economía en la generación de disturbios. Los informes de inteligencia del MI5 en ese momento se refirieron a la pandilla como "despiadada" y "un cuerpo sin uniforme e indisciplinado... muchos de ellos tienen antecedentes penales". 
En noviembre de 1974, 10 meses después de la independencia de Granada de Gran Bretaña, el Movimiento de la Nueva Joya de Bishop emitió una acusación popular pidiendo "poder para el pueblo", y declarando que el gobierno de Giary nació con sangre, fue bautizado con fuego, bautizado con balas, está casado con extranjeras, y resulta en muerte para el pueblo".
En las elecciones generales de Granada de 1976, el Partido Laborista Unido de Granada ganó 9 de los 15 escaños, mientras que la opositora Alianza Popular (una coalición del Movimiento Nueva Joya, el Partido Nacional de Granada y el Partido Popular Unido) ganaron el resto. Sin embargo, las elecciones se vieron empañadas por el fraude (los observadores internacionales las tildaron de fraudulentas), ya que la pandilla había estado amenazando a la oposición.
La Pandilla de la Mangosta se utilizó contra las protestas durante la Asamblea General de la Organización de los Estados Americanos de 1977 organizada por Granada.
En 1979, circuló el rumor de que Gairy usaría la Pandilla para eliminar a los líderes del Movimiento Nueva Joya mientras él estaba fuera del país. En respuesta, Bishop derrocó a Gairy en marzo de ese año mientras este último visitaba Estados Unidos. Luego, la pandilla dejó de operar; el líder de la pandilla, Mosyln Bishop, un taxista, fue sentenciado posteriormente ese mismo año a 14 años de prisión por intentar asesinar a tres personas en noviembre de 1973.

### Origen del nombre
El nombre de 'Pandilla de Mangosta' se originó en la década de 1950, cuando los funcionarios de salud locales buscaron eliminar la mangosta como plaga y pagaron a las personas que trajeron colas de mangosta como prueba de haber matado a los animales. Los hombres que estaban empleados en ese trabajo se conocieron como la 'pandilla de mangostas'. Más tarde, el nombre cambió para referirse a bandas de matones políticos en Granada. De hecho, fue el mismo Gairy quien consiguió trabajo para varios hombres y mujeres en el proyecto de erradicación de mangostas en la década de 1950 cuando era representante del Consejo Legislativo de la Colonia de Granada. Por su parte, Gairy, en una entrevista de 1984 con la revista New York, negó emplear matones o cualquier grupo de choque.
Comúnmente se ha comparado la Pandilla de la Mangosta con los Tonton Macoute de Haití.